# Villa des Iris
La villa des Iris est une voie du 19e arrondissement de Paris, en France.

## Situation et accès
La villa des Iris est une voie située dans le 19e arrondissement de Paris. Elle débute au 1, passage des Mauxins, et se termine en impasse.

## Origine du nom

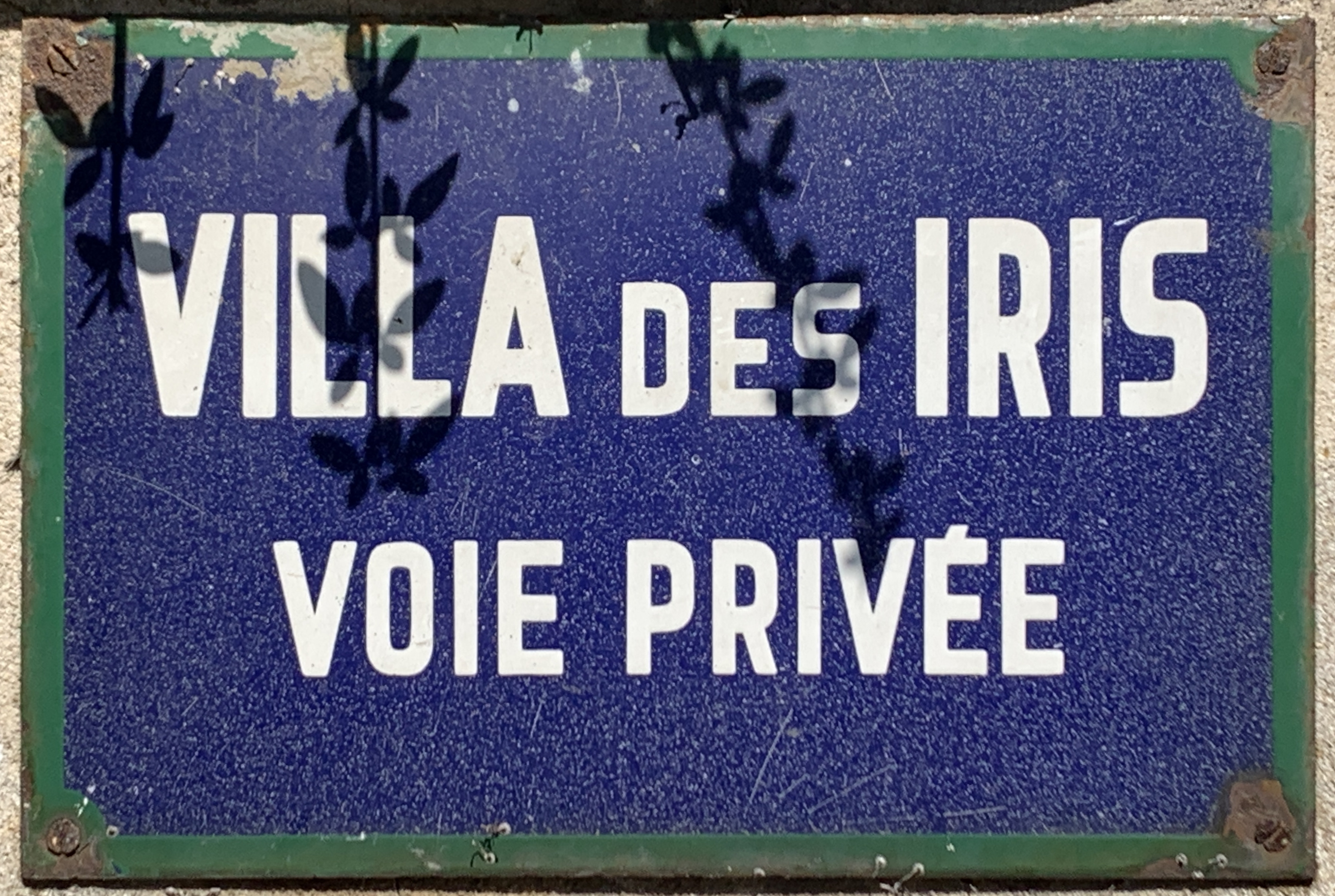
Plaque de la voie.

L'origine du nom de cette voie n'est indiquée dans aucun des ouvrages consultés. Il pourrait toutefois s'agir de la fleur, l'iris.

## Historique
Cette voie privée en impasse est fermée à la circulation publique par un arrêté municipal du 22 avril 1993.